# Pfarrkirche Reindorf

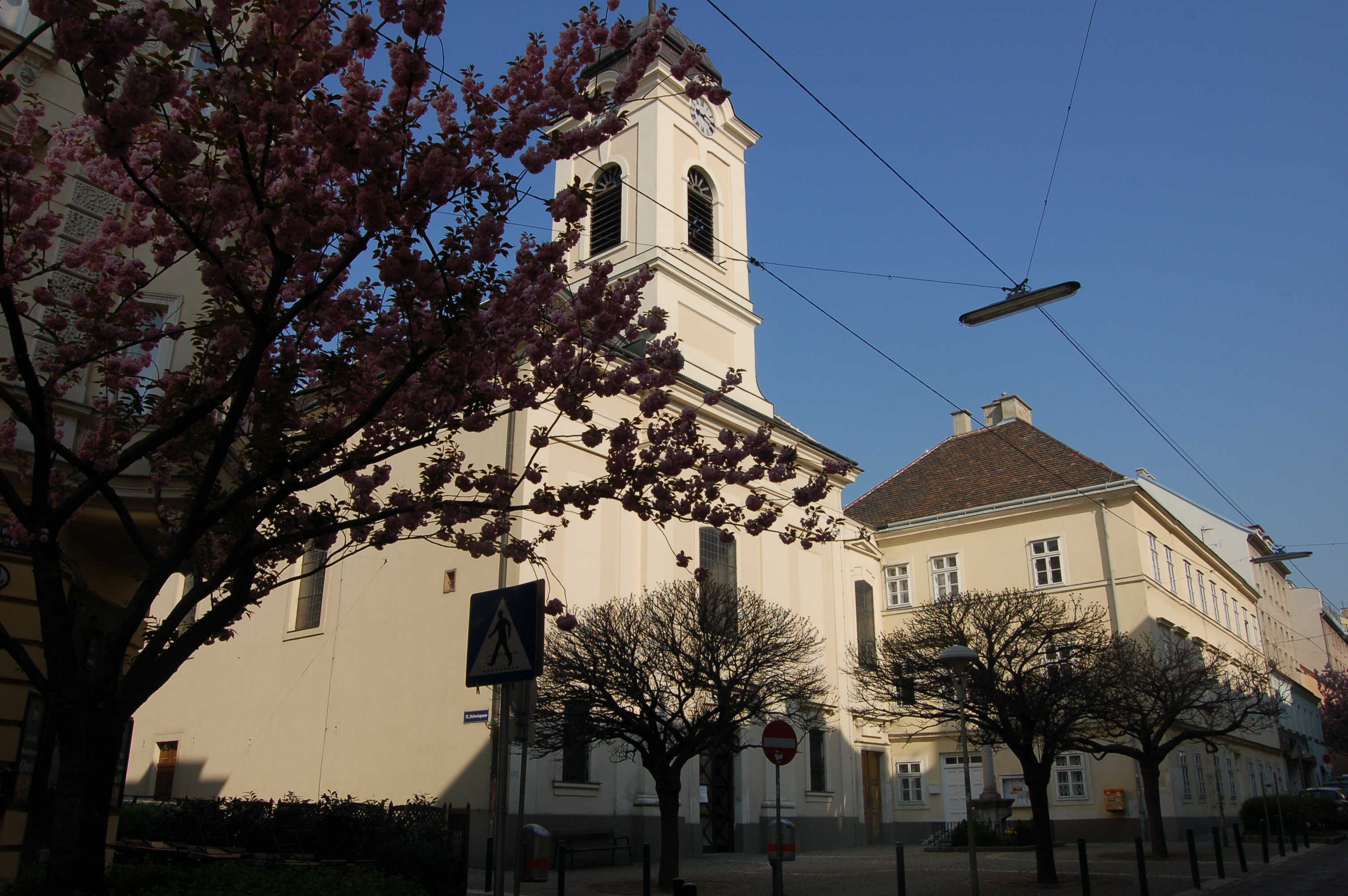
Pfarrkirche Reindorf

Die Pfarrkirche Reindorf ist eine römisch-katholische Pfarrkirche an der Reindorfgasse 21 im 15. Wiener Gemeindebezirk Rudolfsheim-Fünfhaus. Die Pfarre liegt im Dekanat 15 des zur Erzdiözese Wien gehörenden Vikariates Wien Stadt. Sie  ist der Heiligen Dreifaltigkeit geweiht. Das Bauwerk steht unter Denkmalschutz.

## Lagebeschreibung
Die Kirche steht etwas zurückversetzt mit einem Vorplatz an der Reindorfgasse, Ecke Oelweingasse in Rudolfsheim-Fünfhaus.

## Geschichte
Die Pfarre Reindorf ist eine josephinische Pfarrgründung, die ab 1783 projektiert wurde. Der heutige Kirchenbau wurde in den Jahren 1787 bis 1789 nach Plänen von Johann Michael Adelpodinger errichtet. 1861 wurden an der Nordseite ein Seitenschiff und eine Sakristei angebaut. In den Jahren 1979 bis 1981 erfolgte eine Restaurierung.
Die Pfarre Fünfhaus wurde mit 30. Juni 2016 aufgehoben und ihr Gebiet der Pfarre Reindorf zugeschlagen.

## Baubeschreibung

### Äußeres

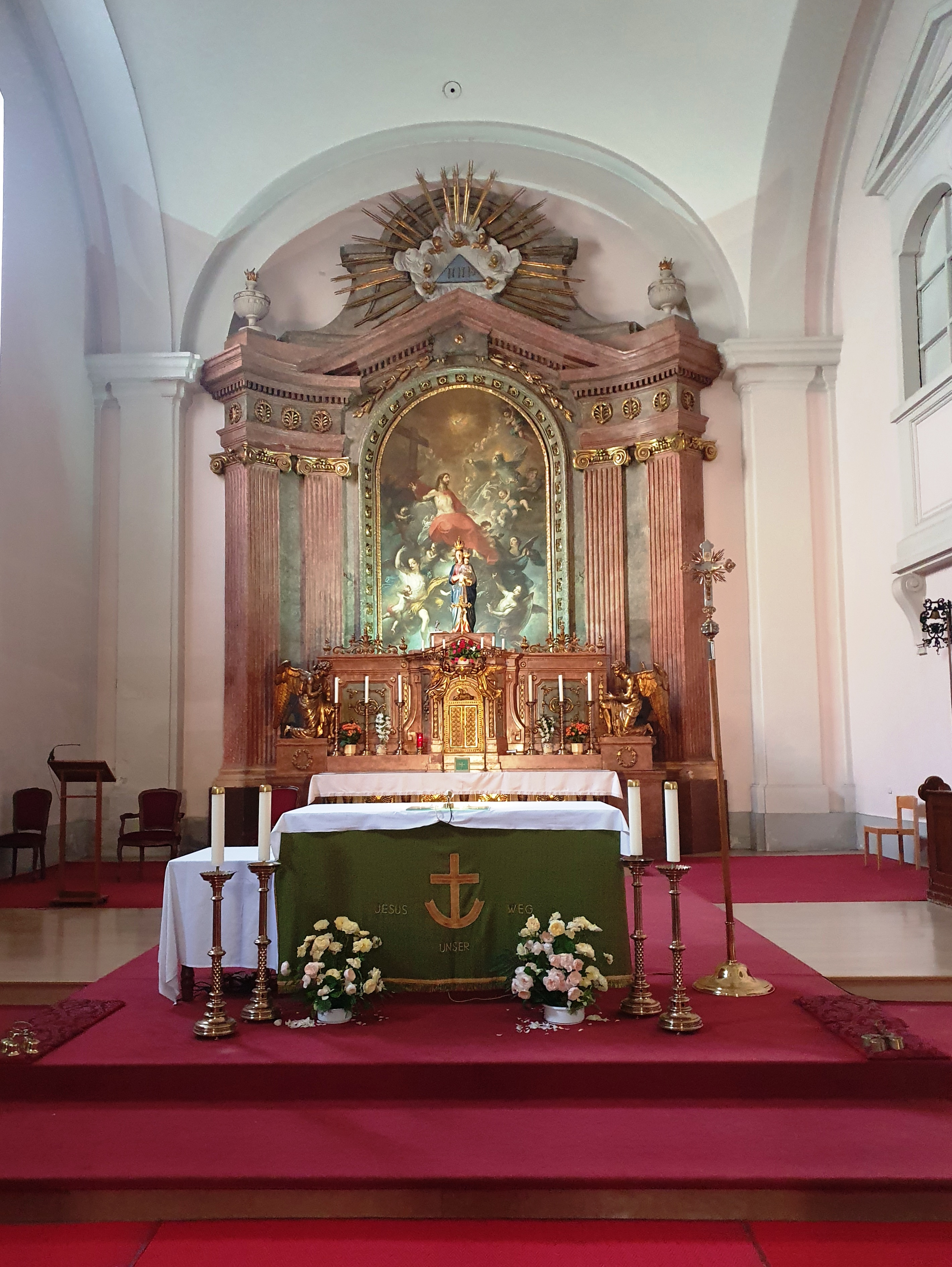
Hochaltar, um 1788

Die Kirche ist ein schlichter, josephinischer Saalbau mit Turmfassade im Osten. Gemeinsam mit dem nördlich anschließenden Pfarrhof bildet es ein einheitliches Ensemble. Das Langhaus und der etwas eingezogene, gerade geschlossene Chor liegen unter einem gemeinsamen Walmdach. Zwischen Fassade und Dach führt ein umlaufendes, profiliertes Kranzgesims. An der Nord- und Südseite der Kirche sind Stichbogenfenster.
Die dreiachsige Ostfassade ist durch Putzfelder und Platten gegliedert.  Die leicht vorspringende Mittelachse wird von toskanischen Pilastern gerahmt. In der Mittelachse gelangt man durch ein Rechteckportal in die Kirche. Darüber liegt der Turmaufsatz mit rundbogigen Schallfenstern. Darüber ist ein rundbogiger Uhrengiebel. Der Kirchturm hat eine Welsche Haube. Nördlich an die Kirche schließt eine schmälere Achse von 1861 an die Kirche an. Die Fassade wurde stilistisch an die Hauptfassade der Kirche angeglichen und weist ein Portal auf.

### Inneres
Das Kircheninnere ist ein breiter, einfach gegliederter Saalraum mit ausgerundeten Ecken. Er hat ein Platzlgewölbe zwischen Doppelgurtbögen. Diese ruhen auf Wandpfeilern mit Doppelpilastern. 1861 wurde die Kirche um ein nördliches Seitenschiff in ähnlichen Formen erweitert. Die ursprünglichen Wandpfeiler wurden hier zu quadratischen Pfeilern. Über dem seichten, östlichen Vorhallenjoch ist eine leicht vorschwingende Empore mit einer Balustradenbrüstung. Die Empore hat ein  flaches Tonnengewölbe mit Stichkappen. Der quadratische Chorraum hat ein Platzlgewölbe. Der breite, nördliche Anbau ist zweigeschoßig. Über dem flachgedeckten Seitenschiff ist eine Empore mit Platzlgewölben. Seitlich des Chores, über der flachgedeckten Sakristei ist die ehemalige Trauungskapelle. Diese ist ein zweijochiger, tonnengewölbter Raum.

## Ausstattung

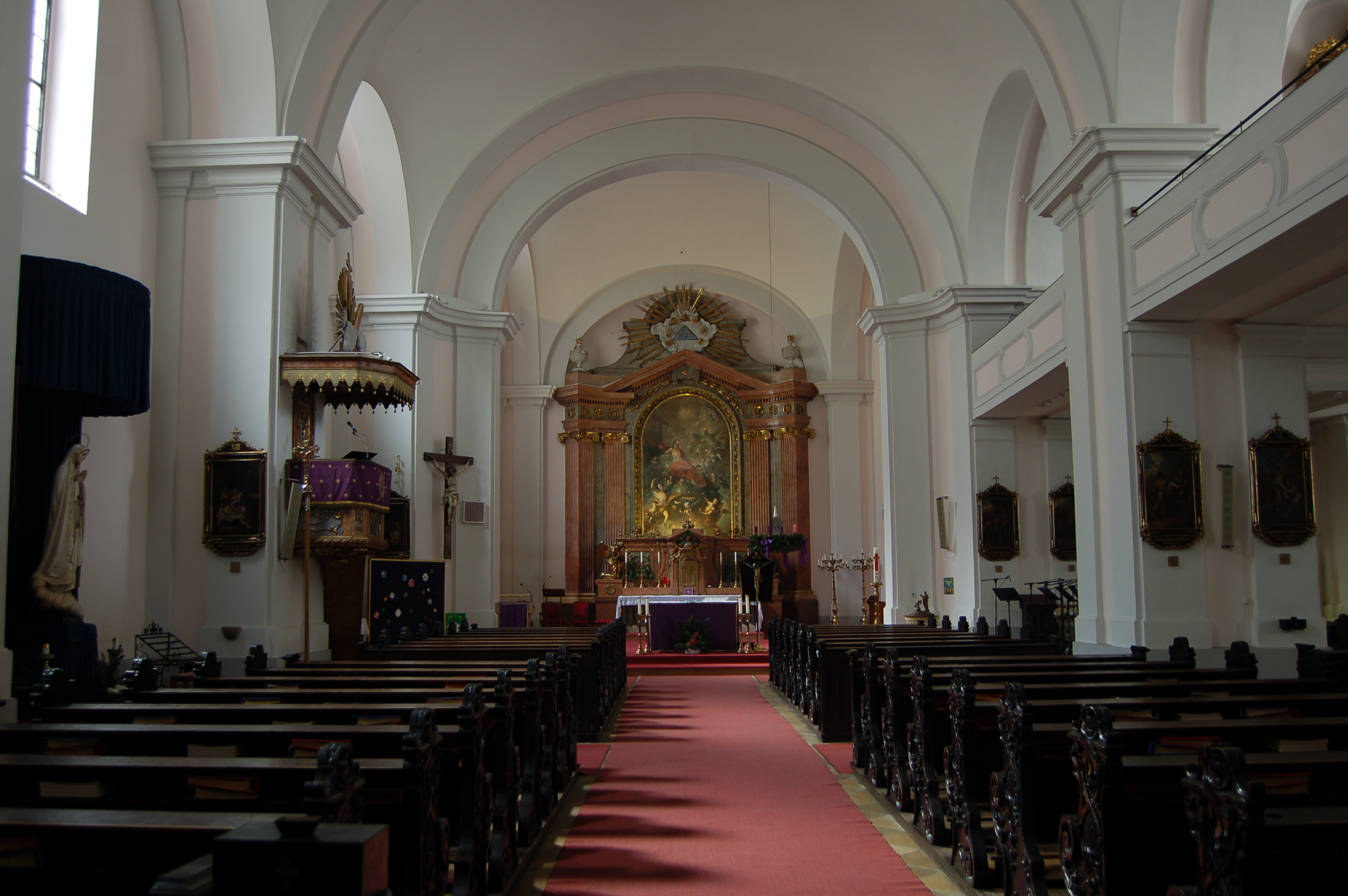
Langhaus

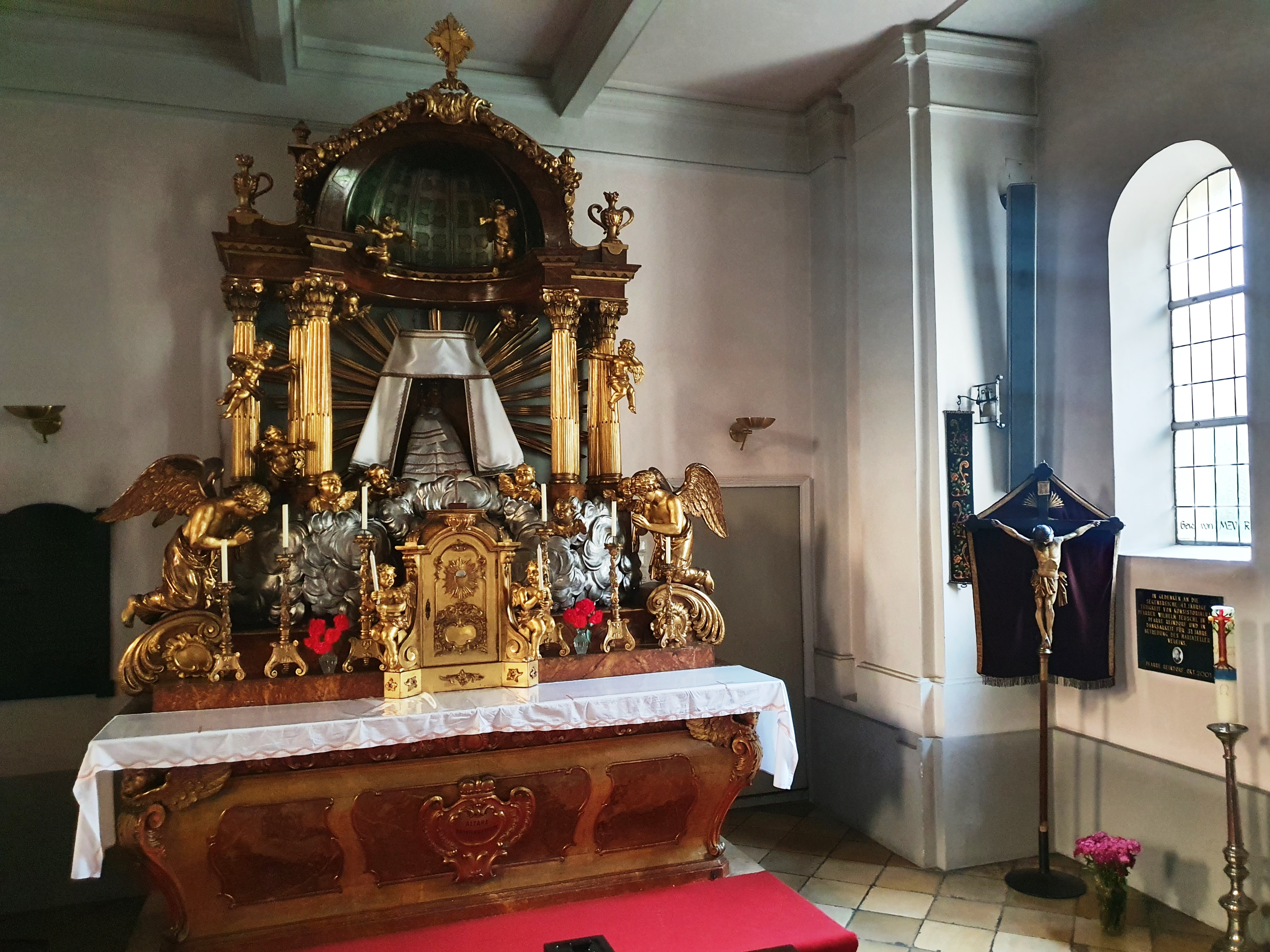
Mariazeller Gnadenaltar

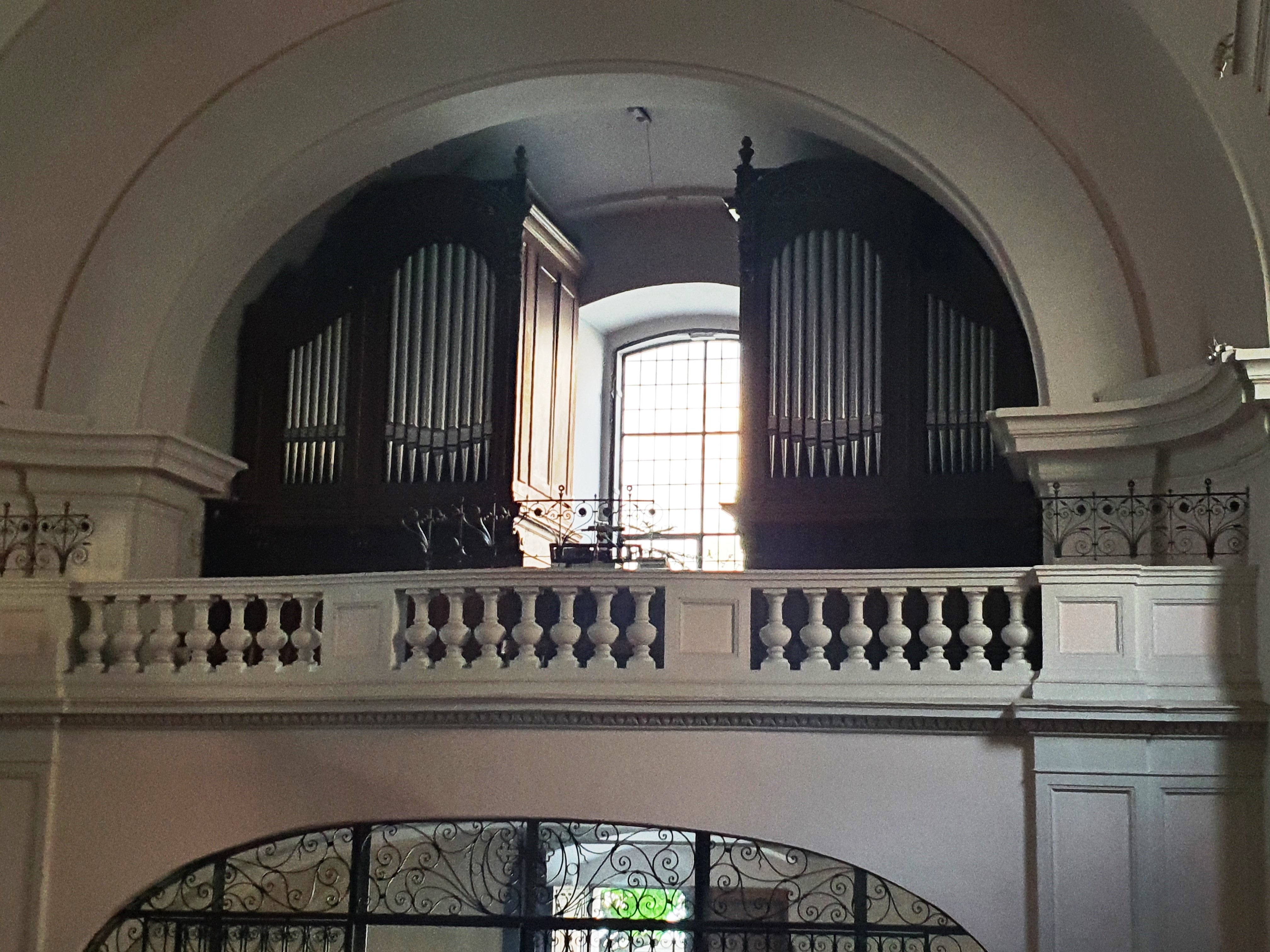
Orgel von Matthäus Mauracher d. J.

Der Hochaltar entstand um 1788. Er besteht aus einer konvex einschwingenden, klassizistischen Ädikula aus Stuckmarmor mit kannelierten, ionischen Doppelpilastern. Im Aufsatz ist die Heilige Dreifaltigkeit in einem goldenen Strahlenkranz dargestellt. Das Altarblatt, gemalt von Franz Anton Maulbertsch, zeigt die Heilige Dreifaltigkeit. Es wurde 1927 restauriert.
Der Altartisch aus Marmor mit Cherubim-Mosaiken entstand nach einem Entwurf von Eduard Zotter im Jahr 1906. In der Mitte der Mensa steht ein hölzerner Tabernakel-Aufbau, der von knienden Engelsfiguren vom Ende des 18. Jahrhunderts flankiert wird. Die beiden kleinen Engelsfiguren über dem Tabernakel entstanden Anfang des 20. Jahrhunderts.
Die beiden Seitenaltäre sind gleichartig aufgebaut und bestehen aus klassizistischen Bilderrahmenretabeln aus der Zeit um 1789. Die Altarblätter stammen aus der ehemaligen Augustinerchorherren-Stiftskirche St. Dorothea in der Dorotheergasse im 1. Wiener GemeindebezirkInnere Stadt. Das linke Bild zeigt die „Predigt des heiligen Antonius von Padua“, das rechte eine „Ruhepause auf der Flucht nach Ägypten“. Beide Bilder wurden 1713 von Martino Altomonte gemalt und 1927 restauriert. Die vergoldeten Skulpturen am linken Seitenaltar, die den heiligen Rochus und den heilgen Severin darstellten, wurden gestohlen, die Figuren am rechten Seitenaltar stellen den heiligen Leopold und den heiligen Florian dar.
Im Seitenschiff stehen zwei weitere Altäre. Einer ist eine Nachbildung des Mariazeller Gnadenaltars. Dieser wurde 1929 geweiht. Der zweite Altaraufbau hat drei Figuren des Herzen Jesu, des heiligen Aloysius und der heiligen Margareta Maria Alacoque aus der zweiten Hälfte des 19. Jahrhunderts. Auf der Empore steht ein Altar mit dreiteiligem Nischenaufsatz nach einem Entwurf von Dombaumeister Friedrich von Schmidt aus dem Jahr 1861. In den Nischen stehen Figuren der heiligen Maira Immaculata, des heiligen Joachim und der heiligen Anna. In der ehemaligen Trauungskapelle steht ein Bildrahmenretabel mit einem Ölbild von 1862, das die „Vermählung Mariens“ darstellt.
Die Hängekanzel entstand 1834. Im Hauptschiff hängt an der rechten Seite ein bemerkenswertes Kruzifix aus der Mitte des 17. Jahrhunderts. Außerdem befindet sich in der Kirche eine geschnitzte Pietà vor einem Kreuz, flankiert von zwei Trauerengeln. Ein Leinwandbild des heiligen Johannes Nepomuk wurde in der ersten Hälfte des 18. Jahrhunderts gemalt. Die Kreuzwegbilder stammen aus dem zweiten Viertel des 19. Jahrhunderts. Das Taufbecken von 1789 trägt eine Aufsatzgruppe, das die „Taufe Christi“ darstellt. Die Kirchenbänke mit geschnitzten Wangen stammen aus dem Augustinereremitenkloster Bruck an der Leitha aus der Mitte des 18. Jahrhunderts. Auf der Empore stehen intarsierte Kirchenbänke aus dem zweiten Viertel des 18. Jahrhunderts.

## Orgel
Die Orgel wurde von Matthäus Mauracher dem Jüngeren 1904 gebaut.